# Tramlijn Zaamslag - Grote Huissenspolder
De Tramlijn Zaamslag - Grote Huissenspolder, was een goederentramlijn in Zeeuws-Vlaanderen. Vanuit Zaamslag liep de lijn via Kwakkel naar het eindpunt in de Grote Huissenspolder.

## Geschiedenis
De lijn werd geopend in 1926 door de Zeeuwsch-Vlaamsche Tramweg-Maatschappij en werd uitsluitend voor het vervoer van goederen, met name suikerbieten. In september 1949 wordt het goederenvervoer stilgelegd en de lijn opgebroken.